# Bo Björkman (ingenjör)
Bo Erik Thorsson Björkman, född 18 maj 1918 i Stockholm, död där 31 oktober 2013, var en svensk väg- och vattenbyggnadsingenjör. 
Björkman, som var son till intendent Thor Björkman och Betty Pehrson, avlade studentexamen i Stockholm 1936, utexaminerades från Kungliga Tekniska högskolan 1941 och studerade vid Handelshögskolan i Stockholm 1944–1945. Han avlade reservofficersexamen 1938 och blev överstelöjtnant i Väg- och vattenbyggnadskåren 1977. Han anställdes vid Järpströmmens kraftverk 1942, vid AB Stockholms Spårvägar 1943, vid SAS 1947, blev projektchef där 1950, generalsekreterare i Air Research Bureau i Bryssel 1953, professor i kommunikationsteknik vid Kungliga Tekniska högskolan 1958 och var professor i trafikplanering där 1976–1983. Han var styrelseledamot i Kungliga Ingenjörsvetenskapsakademiens transportforskningskommission 1964–1987, i Statens väg- och transportforskningsinstitut (VTI) 1971–1979 och invaldes som ledamot av Kungliga Ingenjörsvetenskapsakademien 1965. Björkman är begravd på Galärvarvskyrkogården i Stockholm.